# Морітц Квартенг
Морітц-Броні Квартенг (нім. Moritz-Broni Kwarteng, нар. 28 квітня 1998, Штутгарт, Німеччина) — німецький футболіст ганського походження, півзахисник клубу «Бохум».

## Ігрова кар'єра

### Клубна
Морітц Квартенг народився у місті Штутгарт у родині переселенців з Гани. Займатися футболом починав у місцевому клубі «Штутгарт». Пізніше футболіст грав у молодіжних командах клубів Бундесліги «РБ Лейпциг» та «Гоффенгайм 1899». 
У травні 2018 року футболіст перейшов до клубу Бундесліги «Гамбург». Тривалий час грав у другій клубній команді. Влітку 2021 року Квартенг підписав з клубом перший професійний контракт терміном на три роки. Провівши в основі три матчі, у січні 2022 року півзахисник перейшов до клубу «Магдебург».
У червні 2023 року приєднався до складу бундеслігового «Бохума».